# Carrefour Pleyel (metropolitana di Parigi)
Carrefour Pleyel è una stazione della linea 13 della metropolitana di Parigi.
Si trova nella zona di Plaine Saint-Denis del comune di Saint-Denis, ai confini con il comune di Saint-Ouen.

## La stazione
La station è stata inaugurata nel 1952 e costituiva il capolinea della linea 13 fino al 26 maggio 1976, data nella quale la linea venne prolungata fino alla stazione di Basilique de Saint-Denis.
Il nome è un omaggio al compositore austriaco Ignace Pleyel (1757-1831) che fondò a Parigi una casa di edizioni musicali. Nel 1807, creò in prossimità del futuro Carrefour Pleyel la sua celebre fabbrica di pianoforti ancora attiva ai giorni nostri. La fabbrica ha dato il nome alla rue des Pianos vicina alla stazione.
La stazione venne costruita nel 1952 per essere adibita a stazione terminale e pertanto consta di un notevole numero di binari, di depositi per i treni e di raccordi per l'inversione di marcia.
La stazione ha tre binari passanti e due banchine.

## Interscambi
- Bus RATP - 139, 174, 255
- Bus notturno - N44